# Rainer Ohlhauser
Rainer Ohlhauser (Neckargemünd, 6 gennaio 1941) è un ex calciatore e allenatore di calcio tedesco, di ruolo attaccante.

## Carriera

### Club
Ha giocato nel campionato tedesco con Sandhausen e Bayern Monaco e in quello svizzero con il Grasshoppers.

### Nazionale
In nazionale ha giocato una partita, nel 1968.

## Palmarès

### Giocatore

#### Competizioni nazionali
- Campionato tedesco: 1

Bayern Monaco: 1968-1969
- Coppa di Germania: 3

Bayern Monaco: 1965-1966, 1966-1967, 1968-1969
- Campionato svizzero: 1

Grasshoppers: 1970-1971
- Coppa di Lega svizzera: 1

Grasshoppers: 1974-1975

#### Competizioni internazionali
- Coppa delle Coppe: 1

Bayern Monaco: 1966-1967